# Ян II Казимир
Ян Казими́р II Ва́за (пол. Jan II Kazimierz Waza, нім. Johann II. Kasimir Wasa; 22 березня 1609, Краків — 16 грудня 1672, Невер, Франція), король Речі Посполитої (1648—1668) і титулярний король Швеції (до 1660). Король Польський, Великий князь Литовський, Руський і Опольський. Син Сигізмунда ІІІ Вази і Констанції Австрійської. Напівбрат і одночасно кузен Владислава IV. 1661 року Папа Римський Олександр VII надав королю Яну ІІ Казимиру та його наступникам титул Православної Величності.

## Королівський титул
Повний титул:
|  | З Божої ласки король Польський, Великий князь Литовський, Руський, Прусський, Мазовецький, Жмудський, Інфлянцький, Смоленський, Сіверський і Чернігівський, а також дідичний король Шведів, Готів і Венедів.Оригінальний текст (пол.) Z Bożej łaski król Polski, wielki książę litewski, ruski, pruski, mazowiecki, żmudzki, inflancki, smoleński, siewierski i czernihowski, a także dziedziczny król Szwedów, Gotów i Wenedów.Оригінальний текст (лат.) Dei Gratia rex Poloniae, magnus dux Lithuaniae, Russie, Prussiae, Masoviae, Samogitiae, Livoniae, Smolenscie, Severiae, Czernichoviaeque; nec non Suecorum, Gothorum, Vandalorumque haereditarius rex, etc. |

## Біографія

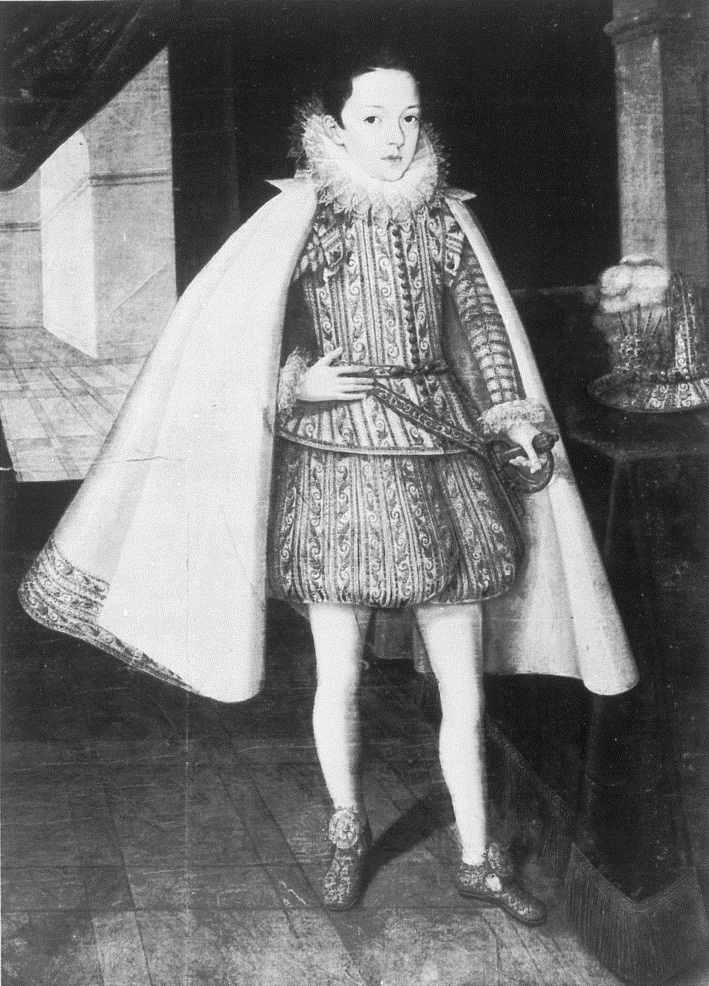
Ян Казимир 1619 року

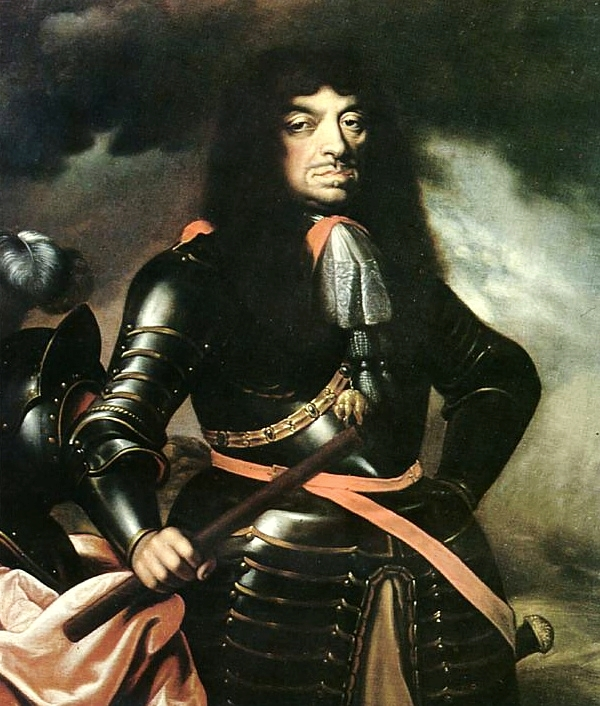
Ян Казимир у перуці (невідомий художник, XVII століття).

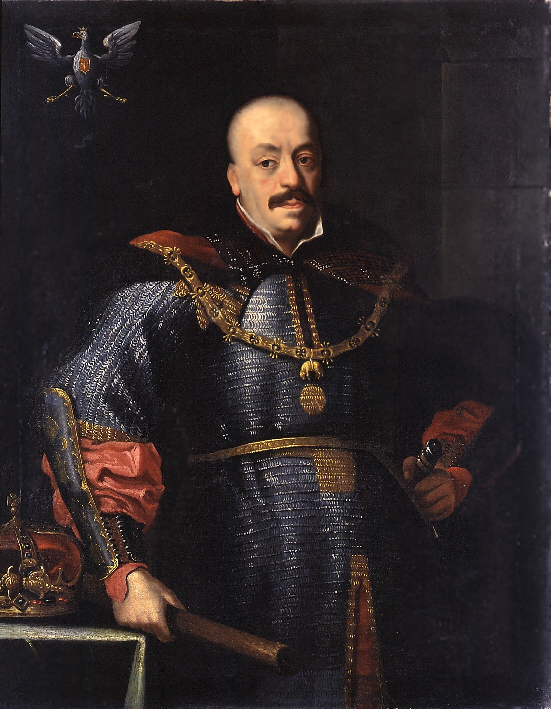
Ян Казимир без перуки (невідомий художник, XVII століття).

Сигізмунд ІІІ Ваза — онук короля Швеції Густава I — успадкував у 1592 році шведський трон; був поваленим в 1599 році дядьком Карлом IX. Це привело до тривалої усобиці, коли польські королі династії Ваза претендували на шведську корону, що привела до польсько-шведської війни 1600-1629 років. Польща і Швеція були також на супротивних сторонах у Тридцятилітній війні (1618—1648), хоча в тій війні Польща головним чином уникнула значних воєнних дій.
Ян Казимир був старшим сином з тих, що вижили у короля Сигізмунда III від другого шлюбу, і останнім з династії Ваза, що народилися в краківському замку Вавель, який був королівською резиденцією до перенесення столиці до Варшави. Ріс у скромних умовах в королівському замку у Варшаві. На прохання Сигізмунда ІІІ хрещеним батьком Яна Казимира став руський князь Іван-Януш Острозький.
Ян Казимир більшість свого життя залишався в тіні свого брата — Владислава IV Вази. Він мав небагатьох друзів серед польської шляхти, оскільки відкрито симпатизував Австрії і демонстрував байдужість та презирство до польської культури. Недружній, скритний, ділячи свій час між марнотратним гулянням і релігійним роздумом, не люблячи політику; не мав ні сильної владної бази, ні впливу в польському дворі. Він був талановитим військовим командиром, продемонструвавши здібності в Смоленський Війні проти Московської Держави (1633).
У 1635 році Ян Казимир вирушив у дипломатичну місію до Відня, яку він залишив, щоб приєднатися до армії Священної Римської Імперії і битися з Францією. Після того, як його полк був розбитий в битві, він провів рік розкішного мешкання при Віденському дворі.
У 1636 р. він повернувся до Польщі і закохався в баронесу Гулдентерн (Guldentern), але король Владислав IV завадив його бажанню одружитися. У відплату Владислав спробував зробити його монархом Курляндії, але Сеймом було накладено вето. Образившись, Ян Казимир в 1638 р. вирушає до Іспанії, щоб стати віце-королем Португалії, але був захоплений французькими агентами і поміщений у в'язницю за наказом кардинала Рішельє. 1640 року був звільнений дипломатичною місією воєводи смоленського Кшиштофа Корвіна Ґосєвського.
У 1641 році Ян Казимир вирішив стати єзуїтом. 1642 року він знову залишив Польсько-Литовську Державу, супроводжуючи свою сестру до Німеччини. 1643 року він приєднався до єзуїтів, попри опозицію короля Владислава, викликаючи дипломатичний розкол між Польщею і римським папою. Ян Казимир став кардиналом, але в грудні 1646 року, знайшовши себе негідним до духовного життя, він повернувся до Польщі. У жовтні 1647 року він як кардинал пішов у відставку, щоб взяти участь у виборах на польську корону, спробував здобути підтримку Габсбургів.

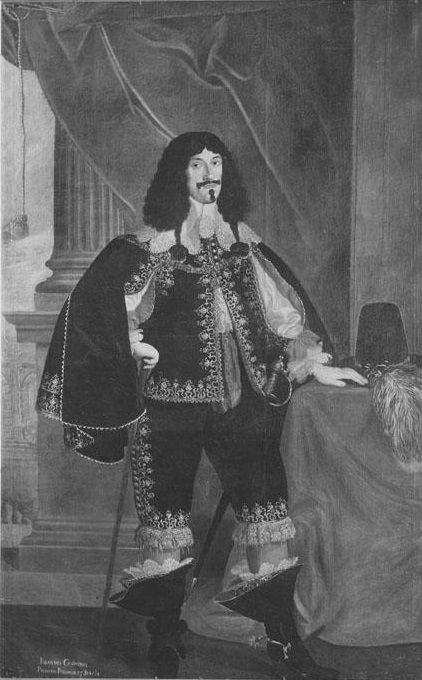
Ян Казимир, 1630-ті

Ян Казимир одружився з вдовою брата — французькою княгинею Марією Луїзою Ґонзагою (пол. Ludwika Maria Gonzaga) (травень 1649 р.), яка була головною підтримкою схильного до депресії короля.

## Правління
17 листопада 1648 отримав корону Речі Посполитої після смерті свого брата короля Владислава IV. Правління останнього Вази в Речі Посполитій ознаменувалося війнами: воював з козаками (1648—1649) i (1651—1654), з Московією(1654—1656) i (1660—1667), з Швецією («Потоп») (1655—1660). Протягом Потопу майже вся Польща була захоплена шведами, які, щоправда, не могли зберегти більшість своїх завоювань і були змушені відступити, спустошивши всю країну.
У 1648 під впливом канцлера Єжи Оссолінського бажав порозумітись з гетьманом України Богданом Хмельницьким. Однак у 1649, позбавлений ілюзій, вирушив на чолі коронного війська. 15-16 серпня 1649 програв Зборівську битву та підписав Зборівський договір з Богданом Хмельницьким.
У червні 1651 вів коронне військо у битві під Берестечком. Поляки одержали перемогу завдяки тактичним здібностям Яна Казимира та князя Ієремії Вишневецького, а також зраді татарського хана Ісляма-Ґерая III. Підсумком битви стало підписання Білоцерківського договору 28 вересня 1651.
У січні 1654 Богдан Хмельницький уклав договір з Московською державою на Переяславський раді. За цім договором Військо Запорізьке входило в склад Московії на правах автономії.
Цей договір також значив розрив Московською державою «вічного» Поляновського миру 1634 року. Московський цар Олексій I Михайлович повів військо на Литву, захоплюючи Полоцьк, Смоленськ, Вітебськ і Могильов. Річ Посполита примирилася з татарами та послала військо в Україну. 29 січня 1655 почалася битва під Охматовим між річпосполитсько-татарськими силами під проводом гетьмана великого коронного Станіслава «Ревери» Потоцького та козацько-московськими силами Богдана Хмельницького і Василя Шереметьєва. Козацько-московські війська відступили. Татари пішли до Криму, захоплюючи бранців на шляху. Весною 1655 московські війська захопили Вільно. Після нападу Швеції на Річ Посполиту з Московською державою було укладено Віленське перемир'я.
Напад Швеції в 1655 спочатку не вдавалося відбити, і військо Карла X Густава захопило коронні землі та частину Литви, в тому числі Варшаву та Краків. Ситуація була критичною, але шведське військо несподівано зазнало поразки при облозі монастиря Ясна Гора (листопад-грудень 1655) у Ченстохові. Шведів було вигнано та 3 травня 1660 укладено Олівський мир. Король оголосив ікону Ченстоховської Божої матері, що в цей час зберігалася в монастирі, заступницею усієї Польщі, а саму Діву Марію — Королевою Польщі. Ян Казимир був вимушений відмовитися від претензій до шведської корони і визнав суверенітет Швеції над Лівонією та містом Рига.
По смерті Богдана Хмельницького Гадяцький договір 1658 р. було укладено з гетьманом України Іваном Виговським. Договір передбачав утворення у Речі Посполитій третьої складової частини федерації — Великого Князівства Руського, а також зрівняння в правах православних і католиків. Повстання в Україні та війна з Московською державою 1660 р. перешкодили втіленню договору.
Коронне військо гетьманів Стефана Чарнецького і Єжи Себастьяна Любомирського з татарами Мехмеда IV Ґерая вибили московські війська за лінію Дніпра, але після того війна мала змінний успіх.
У 1661 р. Папа Римський Олександр VII надав своїм спеціальним указом королю Яну ІІ Казимиру та його наступникам — королям Польщі, Великим князям Литовським, Руським, Київським, Волинським, Подільським, Чернігівським, Смоленським, Сіверським, тощо — почесний титул «Православний король» (лат. Rex Orthodoxus).
У 1667 було укладено Андрусівське перемир'я.

## Після зречення
16 вересня 1668 року Ян ІІ зрікся престолу, повернувся до Франції, де приєднався до єзуїтів і став абатом монастиря св. Мартіна в місті Невер. Король помер 16 грудня 1672 року. (за деякими джерелами — після отримання звістки про падіння Кам'янця Подільського). 31 січня його тіло було поховане у Вавельській катедрі, проте серце короля зберігається у соборі Сен-Жермен-де-Пре у Парижі.
Ян II Казимир не залишив нащадків. Всі його брати та сестри померли раніше від нього, теж не залишивши нащадків, і він був останнім у лінії Бони Сфорца. Ян Казимир був головою генеалогічної лінії Бригити Шведської, низхідний в первородстві від сестри Бригити. Після його смерті головування успадкувала його троюрідна сестра Христина I, яка вже зреклася престолу Швеції.

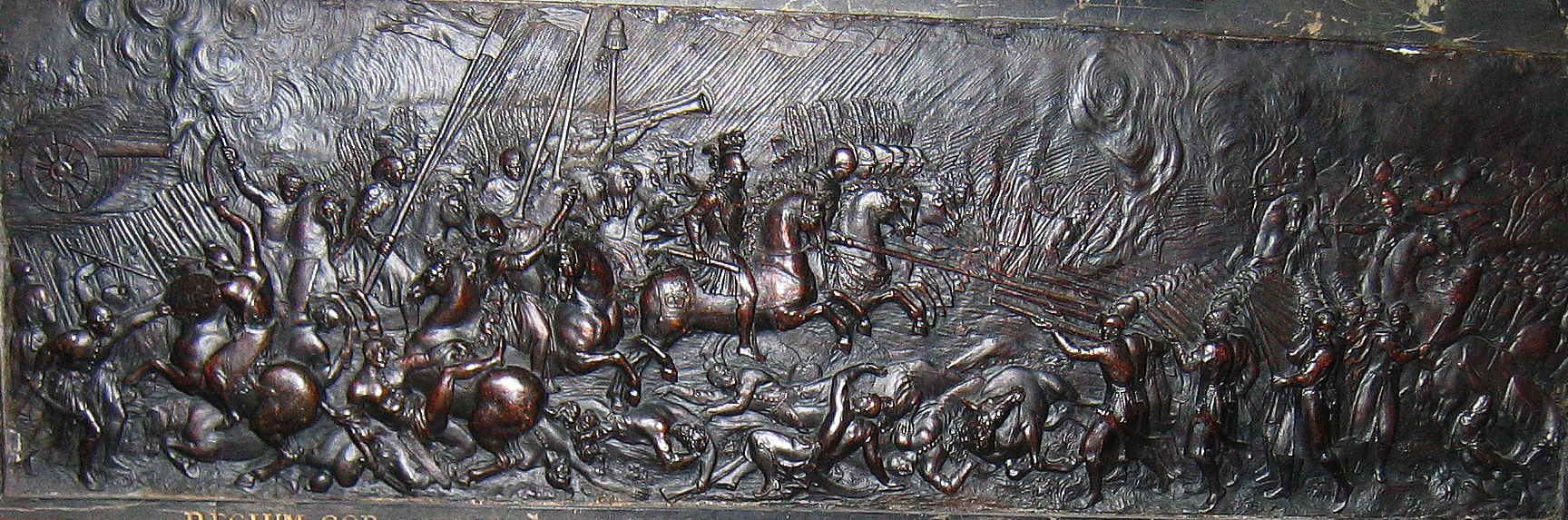
"Битва під Берестечком" —  барельєф на саркофазі Яна Казимира II у Парижі. Автор: французький бенедиктинський чернець Жен Тібо.

## У мистецтві
- Ян II Казимир є персонажем романів Генрика Сенкевича «Вогнем і мечем» (1884) і «Потоп» (1886).
- Гетьман (2015) — фільм режисера Валерія Ямбурського[8]